# 40981 Stephenholland
40981 Stephenholland este o planetă minoră (asteroid) din centura de asteroizi. A fost descoperită pe 9 octombrie 1999 la Socorro de Lincoln Near-Earth Asteroid Research. 
Obiectul prezintă o orbită caracterizată de o semiaxă mare de 2,7887763696685 UAi, o excentricitate de 0,16, o înclinație de 11,2 ° în raport cu ecliptica.